# Sportpark Ginneken
Sportpark Ginneken is een Nederlands sportpark gelegen aan de Galderseweg, grenzend aan het Mastbos in Ginneken, Breda. 

## Geschiedenis
Van 1928 tot 1930 is het sportpark gebouwd. Als eerste de wielerbaan en daarna de tennisbanen en hockeyvelden. Op deze velden speelden de volgende hockeyclubs:
- B.N.M.H.C Zwart-Wit van 1931 tot heden
- BH&BC Breda van 1931 tot 1959
- B.H.V. Push van 1960 tot 1969 (alleen de senioren, de junioren speelden op Bouvigne)

Befaamd was de 250m wielerbaan. A.V. Sprint is op het middenterrein van de wielerbaan in 1942 begonnen met atletiek en de eerste looptrainingen van de club.
Tevens bevindt zich op deze locatie tennisvereniging TC Breda.